# Crinita hirtipes
Crinita hirtipes är en insektsart som först beskrevs av Boris Petrovich Uvarov 1923.  Crinita hirtipes ingår i släktet Crinita och familjen gräshoppor. Inga underarter finns listade i Catalogue of Life.